# La Tempête du siècle (mini-série)
Pour les articles homonymes, voir Tempête du siècle et La Tempête.
La Tempête du siècle (Storm of the Century) est une mini-série américaine en trois épisodes de 86 minutes, créée par Stephen King et diffusée du 14 février au 18 février 1999  sur la chaîne ABC.
En France, elle est diffusée en deux parties le 25 juin 2001 sur M6.
Le scénario est écrit par Stephen King, publié sous son format original peu avant la première diffusion de la mini-série. L'histoire se déroule sur une petite île coupée du reste du monde par une terrible tempête et dont les habitants se trouvent confrontés à l'arrivée d'un mystérieux étranger qui semble tout savoir sur eux et les oblige à faire un choix cornélien.

## Résumé
Sur l'île de Little Tall, dans le Maine, un port insulaire pourtant paisible habituellement s'apprête à vivre ce que la météo décrit comme « la tempête du siècle ». Tout accès à l'île est impraticable en raison de ces terribles conditions climatiques et c'est dans ces circonstances qu'arrive André Linoge, un étranger menaçant qui semble tout savoir des habitants de l'île, y compris leurs secrets les plus inavouables, qu'il n'hésite pas à révéler. Après avoir tué la vieille Marthe Clarendon, Linoge est emprisonné par le shérif Mike Anderson mais, même enfermé, Linoge semble capable de commettre d'autres meurtres par personnes interposées ou de pousser certaines personnes au suicide par ses révélations. Linoge ne cesse de faire savoir qu'il partira dès qu'on lui aura donné ce qu'il est venu chercher, et les enfants semblent étrangement attirés par lui.
Linoge se révèle être en fait un démon et le shérif finit par accéder à sa demande d'organiser une réunion où les habitants pourront entendre ses exigences. Linoge veut en fait un héritier qui pourra continuer son travail car il n'est pas immortel, même s'il vit depuis plusieurs millénaires, et sa vie approche de son terme. Il désigne huit enfants qui conviennent à ses desseins et demande que lui soit livré l'un des huit, insistant sur le fait que l'enfant sera bien traité, et que, s'il ne peut pas en prendre un de force il peut par contre tuer tous les habitants de l'île, comme il l'a fait pour la colonie de Roanoke. Après le départ de Linoge, un débat houleux oppose les habitants. Mike Anderson tente de convaincre tout le monde qu'il ne faut pas céder à l'exigence de Linoge mais ses arguments ne font pas le poids face à l'éventualité d'une mort prochaine pour tous les habitants, qui décident d'accepter. 
Linoge organise un tirage au sort entre les huit enfants et c'est Ralph, le fils du shérif, qui est désigné. Linoge, prenant sa forme démoniaque, quitte alors la ville avec le garçon, au grand désespoir de Mike Anderson. La communauté de Little Tall tente de continuer à vivre normalement dans les années suivantes, avec un succès limité (plusieurs habitants se suicident ou ont des accidents en rapport avec l'affaire). Mike divorce de sa femme, qui avait voté pour qu'on donne un enfant à Linoge, et quitte l'île pour devenir marshal à San Francisco. Des années plus tard, il croise un vieil homme accompagné d'un adolescent, dans lequel il reconnaît son fils. Mike l'appelle mais, quand celui-ci se retourne, il lui montre les crocs, révélant qu'il n'a plus rien d'humain, avant de disparaître dans la foule avec Linoge.

## Distribution
- Timothy Daly (VF : Jean-Philippe Puymartin) : Mike Anderson
- Colm Feore (VF : Patrick Osmond) : André Linoge
- Debrah Farentino (VF : Anne Rondeleux) : Molly Anderson
- Casey Siemaszko (VF : Philippe Peythieu) : Alton Hatcher
- Jeffrey DeMunn (VF : Jean-Luc Kayser) : Robbie Beals
- Dyllan Christopher (VF : Janieck Blanc) : Ralph Anderson
- Julianne Nicholson (VF : Natacha Muller) : Cat Weathers
- Becky Ann Baker (VF : Francine Lainé) : Ursula Godsoe
- Jeremy Jordan (VF : Yann Le Madic) : Billy Soames
- Torri Higginson (VF : Véronique Augereau) : Angela Carver
- Steve Rankin (VF : Jean-François Aupied) : Jack Carver
- Adam LeFevre (VF : Marc François) : Ferd Andrews
- Joan Gregson : Della Bissonette
- Skye McCole Bartusiak : Pippa Hatcher
- Spencer Breslin : Donny Beals
- Kathleen Chalfant (VF : Jocelyne Darche) : Joanna Stanhope
- Denis Forest : Kirk Freeman
- Nada Despotovich (VF : Michèle Lituac) : Sandra Beals
- Soo Garay : Melinda Hatcher
- Peter MacNeill : Sonny Brautigan
- Lynne Griffin : Jane Kingsbury
- Kay Tremblay (VF : Lily Baron) : la mère de Robbie
- Stephen King : un avocat dans une publicité à la télévision
- Adam Zolotin : Davey Hopewell

- Version française
  - Société de doublage : Audiophase
  - Direction artistique : Vincent Violette
  - Adaptation des dialogues : Rachel Campard et Liliane Talut

Sources et légende : Version française sur Forum Doublage Francophone

## Production

### Développement
Stephen King a écrit le scénario entre décembre 1996 et février 1997. Il pensait tout d'abord en faire un roman, mais, frappé par le potentiel visuel des scènes qu'il avait à l'esprit, a décidé de le proposer en tant que scénario pour une mini-série aux dirigeants de la chaîne ABC et ces derniers ont tout de suite accepté l'idée. Une fois le scénario terminé, il a fallu néanmoins ensuite six mois pour convaincre les responsables d'ABC d'entériner le projet. King a d'abord pensé à Mick Garris pour assurer la réalisation, mais celui-ci n'était pas disponible et il a donc proposé le nom de Craig R. Baxley après avoir vu le téléfilm Code traque (Twilight Man).
Ce scénario est publié,  le 1er février 1999, aux éditions Pocket Books et, trois jours plus tard, aux éditions Albin Michel pour la traduction française. L'île de Little Tall, où se déroule l'action, sert également de cadre au roman Dolores Claiborne.

### Tournage
Le tournage a lieu à Southwest Harbor, dans le Maine, Winnipeg et Toronto, au Canada, et San Francisco, pour l'épilogue. Le tournage s'est déroulé de février à juin 1998 et a bénéficié d'un budget, important pour la télévision et pour l'époque, de 33 000 000 de dollars.

### Fiche technique
Sauf indication contraire, les informations mentionnées dans cette section peuvent être confirmées par la base de données cinématographiques IMDb,  présente dans la section « Liens externes ».
- Titre original : Storm of the Century
- Titre français : La Tempête du siècle
- Réalisation : Craig R. Baxley
- Scénario : Stephen King
- Musique : Gary Chang
- Décors : Craig Stearns et Gordon Sim
- Costumes : Linda Kemp
- Photographie : David Connell
- Montage : Sonny Baskin
- Production : Robert F. Phillips, Mark Carliner (producteur délégué), Stephen King (producteur délégué)
- Sociétés de production : Greengrass Productions, Mark Carliner Productions et Walt Disney Television
- Budget : 33 000 000 $[2]
- Pays de production :  États-Unis
- Langue originale : anglais
- Genre : fantastique, horreur, thriller
- Nombre de saison : 1
- Nombre d'épisodes : 3
- Durée : 85 à 87 minutes
- Dates de première diffusion :
  - États-Unis : 14 février 1999 sur ABC
  - France : 25 juin 2001 sur M6
- Classification :
  - États-Unis : TV-14
  - France : déconseillé aux moins de 12 ans

## Diffusions
Lors de sa diffusion, en France, sur M6, la mini-série est coupée en deux parties pour une durée de trois heures et demie, contrairement à la version américaine qui comporte trois parties, probablement pour une raison de durée car la mini-série en intégrale a une durée de 255 minutes environ soit un peu plus de quatre heures ce qui ne coïncide pas avec la programmation à l'époque d'un programme aussi long sur des chaînes hertziennes.
Toutefois, lors de sa commercialisation en DVD en France, la mini-série est éditée dans sa version intégrale, en version française.

## Accueil

### Audiences
Lors de sa première diffusion sur ABC, la mini-série obtient des scores d'audience jugés très satisfaisants par la chaîne. Le dernier des trois épisodes a attiré 19,2 millions de téléspectateurs.
En France, la première partie est vue par 3,4 millions de téléspectateurs lors de sa première diffusion sur M6.

### Accueil critique
La Tempête du siècle obtient 75 % de critiques favorables, avec une note moyenne de 6,4⁄10 et sur la base de 8 critiques collectées, sur le site internet Rotten Tomatoes.
Pour Caryn James, journaliste du New York Times, c'est une histoire très efficace, qui réserve quelques frissons, avec un « suspense maximum » au cours des deux premiers épisodes. Selon lui, le dernier tiers est trop bavard mais réserve un final fantastique. James loue enfin la subtile performance d'acteur de Colm Feore, dont le « regard impassible et la voix séductrice rendent ses paroles encore plus terrifiantes ». Laura Fries, de Variety, estime qu'il s'agit d'un conte philosophique déguisé en histoire d'horreur qui pose d'intéressantes questions au point de vue moral, avec une distribution de très bon niveau et une tension très présente.
Marc Toullec, du magazine Mad Movies, évoque un « résultat parfaitement maîtrisé » qui est sans doute « le meilleur Stephen King télé ».

## Distinctions
Sauf mention contraire, cette liste provient d'informations de l'Internet Movie Database.

### Récompenses
- Emmy Award du meilleur montage sonore pour une mini-série, un téléfilm ou un programme spécial en 1999
- Saturn Award du meilleur téléfilm en 2000
- International Horror Guild Award de la meilleure présentation télévisée en 2000

### Nominations
- Emmy Award des meilleurs effets visuels pour une mini-série, un téléfilm ou un programme spécial en 1999
- Artios du meilleur casting pour une mini-série en 1999
- Saturn Award du meilleur acteur de télévision dans un second rôle pour Colm Feore en 2000
- Golden Reel Award du meilleur montage sonore pour une mini-série en 2000

## Sortie vidéo
- L'intégrale de la mini-série a été éditée en coffret 2 DVD-9 Keep Case chez Warner Home Vidéo le 4 octobre 2006 dans sa durée originale soit 255 minutes. Le ratio de l'image est plein écran 1.33:1 4/3. L'audio est en français, anglais et italien 2.0 Dolby Digital. Les sous-titres présents sont en français, anglais, italien, arabe et néerlandais. Pas de suppléments sur la production présents [11].